# Центральная японская товарная биржа
Центральная Японская товарная биржа (англ. Central Japan Commodity Exchange, C-COM) – фьючерсная биржа, находящаяся в Нагоя, Япония.
Биржа была основана 1 октября 1996 года путём объединения биржи из Тоёхаси, на которой торговали шёлковыми коконами (Toyohashi Dry Cocoon Exchange), и двух бирж из Нагоя: Нагойской биржи зерна и сахара (англ. the Nagoya Grain and Sugar Exchange) и Нагойской текстильной биржи  (англ. the Nagoya Textile Exchange). Все три биржи располагались в префектуре Айти в Центральной Японии.
С 1 января 2007 года к Центральной Японской товарной бирже C-COM присоединиласть Осакская коммерческая биржа  (англ. the Осака Mercantile Exchange).
Торги на бирже проводятся в шесть сессий, каждая из которых проводится в определённое время дня. Биржевыми товарами  являются:
- Яйца - наличный расчет;
- Дизтопливо - JIS K2204 класса 1 или 2 (в зависимости от контракта в месяц), возможна физическая поставка;
- Бензин - JIS K2202 2-й класс, для физической доставки;
- Металлы (представила 11 октября 2005 года) - Shindachi различных марок, для физической доставки;
- Керосин - JIS K2203 1 класс, физической поставки
- Алюминий
- Никель
- Каучук
- Индексы на каучук.